# 38-ма ракетна дивізія (СРСР)
38-ма ракетна дивізія, також відома як державінськая дивізія (38 РД, в/ч 33738) — військове з'єднання у складі Ракетних військ стратегічного призначення Збройних сил СРСР. Дивізія існувала у 1965—1991 роках. з 1991 року перейшла до складу РВСП РФ. Розташування Казахська РСР., Тургайська область, м. Державінськ-1.

## Озброєння
На озброєнні дивізії знаходився ракетний комплекс Р-36 (8К67) и Р-36М (15А14), Р-36М УТТХ (15А18) і Р-36М2(15А18М) (КБ «Південне»).

## Командування
Першим командиром дивізії став:
- генерал-майор Парамонов Василь Федорович

надалі дивізію очолювали:
- генерал-майор Сахаров Михайло Федорович
- генерал-полковник Тесляров Юрій Іванович
- генерал-майор Кирилін Валерій Васильович
- генерал-майор Ніколаєв Олександр Іванович
- генерал-лейтенант Норенко Юрій Миколайович
- полковник Федяєв Юрій Олексійович
- генерал-майор Хашегульгов Ахмет Мухарбекович
- полковник Пігальов Сергій Юрійович (т.в.о.)